# Presentspindel
Presentspindel (Pisaura mirabilis), även kallad rovspindel, är en spindelart som tillhör familjen vårdnätsspindlar.

## Kännetecken
Denna spindel kännetecknas av en slank kropp och långa ben. Kroppens färgteckning är mycket varierad, från brunaktiga till rödbruna och ljusare eller mörkare gråaktiga nyanser, och flera olika former förekommer inom arten. Honan är något större än hanen, vanligen omkring 12 till 16 millimeter, mot hanens cirka 10 till 13 millimeter. 

## Utbredning
Arten finns i större delen av Europa, också i Sverige. Dess habitat är främst gräsmarker, ofta sådana områden som även är bevuxna med ljung.

## Levnadssätt

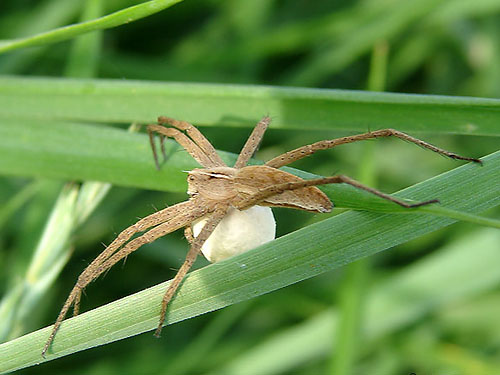
Hona med äggsäck

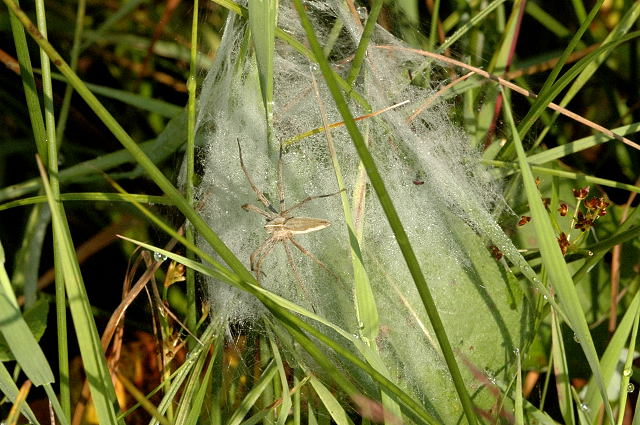
Hona som vaktar sitt vårdnät

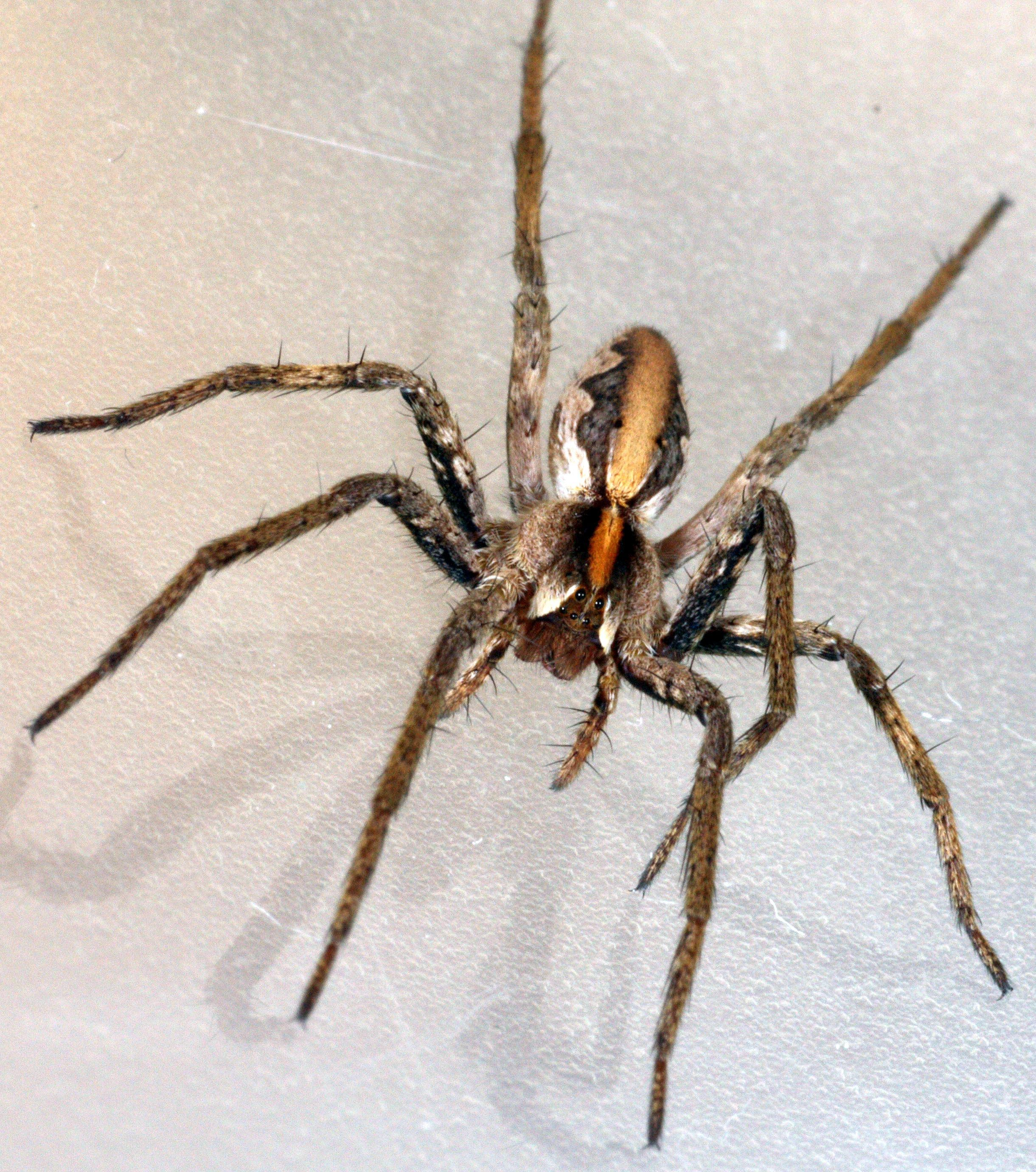
Med klara färger

Hanen erbjuder inför parningen honan en friargåva, ett nyss dödat, inspunnet byte. Om honan är hungrig tar hon emot födan och medan hon äter passar hanen på att para sig med henne. Detta ökar hanens chanser till en framgångsrik fortplantning och ger honan ett välbehövligt proteintillskott. 
Honan lägger ner ganska mycket tid på avkomman. I början bär hon omkring äggen i käkarna i en äggsäck, som hon håller skyddad under sin egen kropp. Då kläckningen närmar sig bygger honan ett så kallat vårdnät eller bonät, i vilket äggsäcken sedan hängs upp. Honan överger dock inte äggen i och med detta, utan håller sig kvar i närheten av nätet och fortsätter att vakta äggsäcken. Efter kläckningen tillbringar de unga spindlarna en dryg vecka i vårdnätet innan de lämnar det för att börja ett självständigt liv.